# 黃頰鏢鱸
黃頰鏢鱸為輻鰭魚綱鱸形目鱸亞目河鱸科的其中一種，被IUCN列為次級保育類動物，分布於美國阿肯色州中北部的Little Red河流域，體長可達7.2公分，棲息在流動快速、岩石底質的溪流。